# Amakusanthura lathridia
Amakusanthura lathridia là một loài chân đều trong họ Anthuridae. Loài này được Wägele miêu tả khoa học năm 1982.